# 馬留斯·彭梅西
馬留斯·彭梅西（英語：Marius Pontmercy）是法国作家維克多·雨果的文學作品《悲慘世界》中的第二男主角。與成年後的珂賽特相戀。在ABC之友會的革命激進派中扮演很重要的領導者角色。
其個性爽朗、頗得同伴喜愛；也在最後贏得珂賽特芳心。

## 生平

### 早年
在小說中，馬留斯·彭梅西出生時，其父親喬治·彭梅西（曾是拿破崙部下的上校）被迫將他交給外公扶養，於是在他幼年時期一直與他富有的保皇黨外公吉諾曼老頭住在一起。當18歲時，馬留斯趕去探望從未謀面、病危的父親，但父親已在他來到前去世，僅留下一張紙條讓馬留斯繼承拿破崙賜予他的男爵爵位，並要馬留斯報答他在滑鐵盧戰役中的「救命恩人」泰納第。隨後馬留斯逐漸從教堂財產管理員馬伯夫老頭口中得知父親一生的事蹟，便開始對保皇黨外公產生厭惡，祖孫之間爆發衝突，最終被吉諾曼逐出家門。

### 參加ABC之友會
馬留斯在同學庫拉費克的介紹下加入了ABC之友會，組織領袖為安灼拉，其理念為推翻帝制、建立共和國，幫助下層人民。起初馬留斯支持拿破崙的理念一度與ABC之友會的幾位成員發生衝突。
同時剛成為律師的馬留斯也開始陷入貧困。

### 愛上珂賽特
馬留斯開始在卢森堡公园裡散步時遇見尚萬強與珂賽特父女，他不知不覺地愛上了珂賽特，但尚萬強誤以為馬留斯是探長賈維爾派來的密探，於是趕快搬家。
馬留斯開始對他極度窮困的鄰居容德雷特一家感到興趣，也與容德雷特的大女兒愛波寧有了交際，一天他意外從牆洞裡見到尚萬強（使用化名）與珂賽特來到容德雷特家裡救濟，並探知容德雷特正策劃一場陰謀要打劫尚萬強。為了幫助心上人的父親，馬留斯通知了探長賈維爾。但當晚容德雷特與一眾流氓將尚萬強綑綁起來時，馬留斯卻得知容德雷特就是他父親的「恩人」泰納第。最終警察將流氓全數逮捕。
之後馬留斯透過愛波寧成功找到了珂賽特的住址，並與珂賽特一同私下約會了六個星期左右。但當馬留斯得知尚萬強即將在一個星期內帶珂賽特前往英國後，對他心理造成了很大的打擊。

### 參與革命

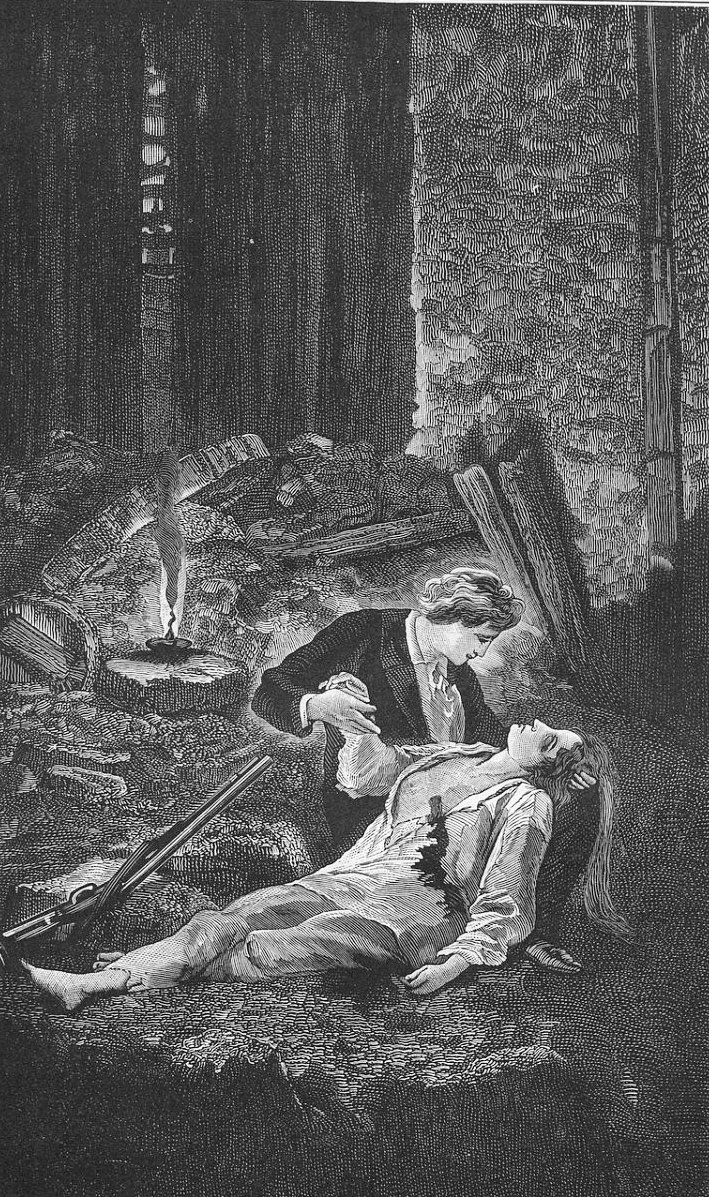
愛波妮在馬留斯懷中死去。

隨著巴黎革命狂潮到來，ABC之友會的成員正搭建街壘以對抗政府軍與警察 。在裝扮成男生的愛波妮鼓動之下，馬留斯來到街壘協助朋友們，在軍隊的一次攻擊行動中，馬留斯用一個火藥桶逼退了敵軍；而一直愛慕他的愛波妮則捨命為馬留斯擋了一顆子彈，最終在他懷中死去。馬留斯派革命軍中的小流浪兒伽弗洛什（愛波寧的弟弟）送信給珂賽特，但信卻落入了尚萬強手中，於是尚萬強來到街壘。
街壘被政府軍攻陷，馬留斯被一槍打碎鎖骨昏倒，尚萬強及時解救了他，背著馬留斯在巴黎的地下水道中行進，當他們來到下水道出口被鎖住的大門前遇到了泰納迪。泰納迪誤認為尚萬強已經殺死了「那個年輕人」，如果尚萬強肯把「搶劫來的」錢交給他，那他就開門。當尚萬強將馬留斯背出門外卻意外見到警長賈維爾，尚萬強說服賈維爾幫助他把馬留斯帶回其外公的家中。

### 婚禮之後
在發了六個多月的高燒之後，馬留斯基本上得到康復，興奮的吉諾曼極力贊成他與珂賽特結婚。於是馬留斯和珂賽特在1833年2月26日正式舉行婚禮。
婚禮後尚萬強向馬留斯坦白了他過往的苦役犯身分，馬留斯因而誤認為尚萬強是一個犯罪份子，而逐漸讓尚萬強與珂賽特疏遠。之後化妝過的泰納第來敲詐馬留斯，試圖告知他尚萬強是一個殺人兇手，並將從「死者」外套扯下來的布條給馬留斯看。但馬留斯將他在街壘當日的外套拿來比對證實是出自同一件，於是他馬上明白是尚萬強在下水道中拯救了他。馬留斯帶著珂賽特連忙趕到尚萬強的住所道歉，病危的尚萬強原諒了他們，幾分鐘後便逝世了。